# Todiramphus sordidus
El alción de Torres (Todiramphus sordidus) es una especie de ave coraciforme de la familia Alcedinidae propia de Oceanía. Anteriormente se consideraba una subespecie del alción acollarado.

## Subespecies
Se reconocen tres subespecies:
- T. s. sordidus (Gould, 1842) – en el norte de Australia, el sur de Nueva Guinea y las islas Aru;
- T. s. pilbara (Johnstone, RE, 1983) – en el noroeste de Australia;
- T. s. colcloughi (Mathews, 1916) – en el centro este de Australia.